# Ахмети, Али
Али Ахмети (алб. Ali Ahmeti; род. 4 января 1959, Заяс, Македония, Югославия) — македонский политический, государственный и военный деятель албанского происхождения, лидер Демократического союза за интеграцию с 2002 года. Младший партнер в коалиционном правительстве Македонии с 2008 года Бывший политический и военный лидер албанской Армии Национального Освобождения в Македонском конфликте в 2001 году
В 1983 году он окончил философский факультет Приштинского университета. В 1981 году он участвовал в акциях протеста студентов-албанцев в Приштине, после чего был арестован полицией и приговорён к шести месяцам тюремного заключения. В 1986 году он получил политическое убежище в Швейцарии, где жил до 2001 года.
В 1989–1990 годах он был одним из организаторов протестов албанской диаспоры против политики Слободана Милошевича в Косово. За это время он присоединился к Национально-освободительному движению Косово, а в 1993 году был избран в руководящие органы этой организации. С 1996 года был связан с Армией освобождения Косово.
В 2001 году он был избран командиром Армии национального освобождения (Ushtria Çlirimtare Kombëtare), которая начала военные операции на севере Республики Македонии. Тогда он действовал под псевдонимом Абаз Джука. После окончания военных действий и подписания Охридского соглашения Ахмети начал свою политическую деятельность. В 2002 году он основал политическую партию под названием Демократический союз за интеграцию, которая в том же году участвовала на парламентских выборах. Партия стала успешной, получив наибольшее количество голосов среди албанских партий (16 %). Ахмети получил мандат члена парламента, а его партия сформировала коалицию с Социал-демократическим союзом. В 2008 году партия Ахмети снова сформировала коалицию, на этот раз с ВМРО-ДПМНЕ. То же самое произошло после очередных парламентских выборов 2011 года, несмотря на несколько меньший процент голосов за Демократический союз за интеграцию.